# Jasper County (Texas)
Jasper County je okres ve státě Texas v USA. K roku 2010 zde žilo 35 710 obyvatel. Správním městem okresu je Jasper. Celková rozloha okresu činí 2 512 km².